# Pirttikoski vattenkraftverk

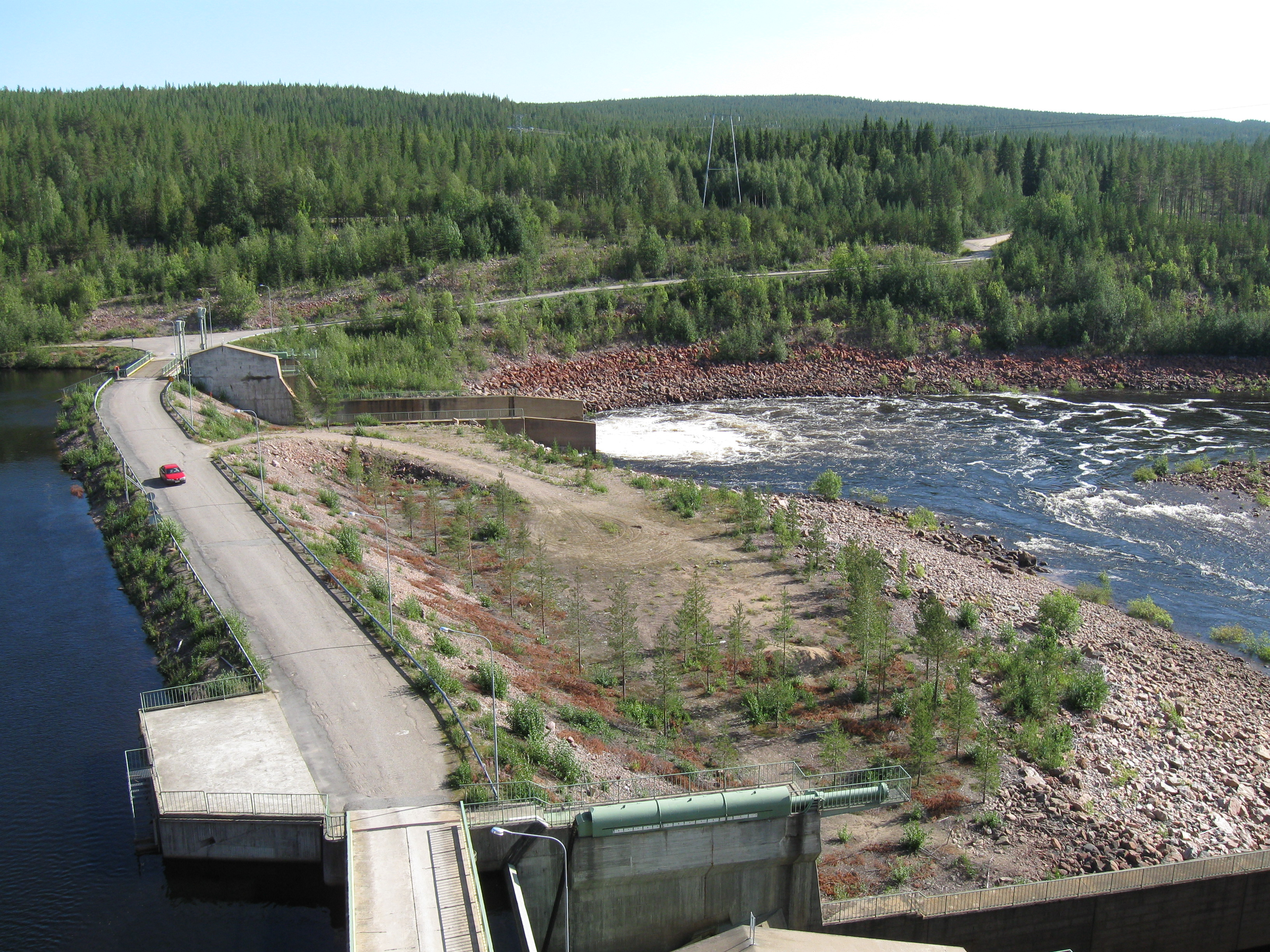
Pirttikoski vattenkraftverk.

Pirttikoski är ett vattenkraftverk i Kemi älv 25 km nedanför Kemijärvi i Rovaniemi kommun. 
Kraftverket togs i drift 1959 och ägs av Kemijoki Oy. Tvärs över älven byggdes en regleringsdamm, som leder drivvattnet till kraftstationen i berget på högra älvstranden; därifrån förs det tillbaka till vattendraget genom en 2,5 km lång tunnel och en 590 meter lång kanal. Fallhöjden är 26 meter, effekten 110 MW (två aggregat) och den årlig energimängden 551 GWh.